# 珠海国家高新技術産業開発区
珠海国家高新技術産業開区（しゅかい-こっかこうしんぎじゅつさんぎょう-かいはつく）は中華人民共和国広東省珠海市唐家湾鎮に位置する国家級高新技術産業開発区。中国国務院の義順を受け1992年12月に成立し、珠海市政府により直接管理される。